# Frank Albanese
Pour les articles homonymes, voir Albanese.
Frank Albanese, né le 16 mai 1931 à Staten Island et mort le 5 octobre 2015 au même endroit, était un acteur américain connu pour avoir joué dans la série télévisée Les Soprano.
Il est également apparu dans des films de gangsters comme Les Affranchis. Il est né à Staten Island, à New York, où il mourut en 2015 d'un cancer de la prostate.

## Filmographie

### Cinéma
- 1971 : Plaza Suite : Parking Lot Attendant (non crédité)
- 1990 : Le Parrain 3 : Grand Marshall at St. Gennaro Feast (non crédité)
- 1990 : Les Affranchis : Avocat de la mafia
- 1995 : Génération sacrifiée : Mr. Gianetti
- 2005 : Rose Woes and Joe's : Italian Speaking Customer
- 2007 : Mattie Fresno and the Holoflux Universe : Frail Old Doctor
- 2008 : Meatballs, Tomatoes and Mobsters : Oncle Rizzo
- 2010 : Old Secrets No Lies : Pepino
- 2010 : Shake Road : Pops

### Courts-métrages
- 2012 : A Dance with Andrea
- 2013 : Divided

### Télévision

#### Séries télévisées
- 1989 : America's Most Wanted: America Fights Back : Paul Castellano
- 2004-2007 : Les Soprano : Oncle Pat Blundetto

#### Téléfilms
- 1973 : A pleins chargeurs